# Cleistanthus travancorensis
Cleistanthus travancorensis är en emblikaväxtart som beskrevs av Eugene Jablonszky. Cleistanthus travancorensis ingår i släktet Cleistanthus och familjen emblikaväxter. IUCN kategoriserar arten globalt som starkt hotad. Inga underarter finns listade i Catalogue of Life.